# Экнер, Анна
Аннакатрин «Анна» Экнер (нем. Annekatrin "Anne" Eckner; род. 26 декабря 1979) — немецкая шорт-трекистка, призёр чемпионата Европы по шорт-треку 1998 года. Участница зимних Олимпийских игр 1998 года.

## Спортивная карьера
Анна Экнер родилась в городе Росток, ГДР. Тренировалась на базе клуба «ESV Turbine Rostock», Росток.
Первым соревнованием на международной арене для Экнер стал чемпионат Европы по шорт-треку 1998 года в венгерском городе — Будапешт.В финальном забеге эстафеты на 3000 м немецкие шорт-трекисток с результатом 4:26.903 пришли третьими, уступив более высокие позиции соперницам из Нидерландов (4:26.246 — 2-е место) и Италии (4:25.090 — 1-е место).
На зимних Олимпийских играх 1998 года, что проходили в японском городе Нагано, Экнер была заявлена для выступления в эстафете. В женской эстафете на 3000 метров с результатом 4:37.110 немецкие шорт-трекистки финишировали четвёртыми в финале B (помимо Экнер, в команде состояли Катрин Вебер, Сюсанне Буш и Ивонн Кунце). В общем итоге они заняли 8-ю позицию.